# Paris–Roubaix 1924

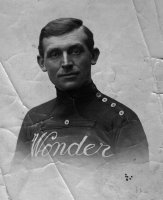
Jules Vanhevel

Das Eintagesrennen Paris–Roubaix 1924 war die 25. Austragung des Radsportklassikers und fand am Sonntag, den 26. April 1924, statt.
Das Rennen ging von Le Vésinet aus über 270 Kilometer, auf den letzten Kilometern herrschte starker Gegenwind. 145 Rennfahrer starteten, von denen sich 56 platzieren konnten. Der Sieger Jules Vanhevel absolvierte das Rennen mit einer Durchschnittsgeschwindigkeit von 25,55 km/h.
Der starke Gegenwind verhinderte Ausreißversuche, so dass eine Gruppe von 30 Rennfahrern bis Roubaix. Van Hevel war bekannt für seine Fähigkeit, lange, starke Sprints anziehen zu können, und auf diese Weise gewann er auch dieses Rennen auf der Avenue des Villas in Roubaix. Mit Nicolas Frantz, dem späteren zweifachen Tour-de-France-Sieger, befand sich erstmals ein Fahrer aus Luxemburg auf den vorderen Plätzen.